# إي (معبد)
É (الكتابة المسمارية: 𒂍 )  هي الكلمة أو الرمز السومري للمنزل أو المعبد .
المصطلح السومري É.GAL (𒂍𒃲، "قصر"، بمعنى حرفي "البيت الكبير") كان يُشير إلى المبنى الرئيسي في المدينة. وكان يُستخدم مصطلح É.LUGAL (𒂍𒈗، "بيت الملك") بشكل مترادف. في نصوص لكش، كان É.GAL مركز إدارة "إنسي" للمدينة، وموقعًا لأرشيفات المدينة. يُعتقد أن É.GAL هو الأصل المحتمل للكلمات السامية التي تعني "قصر" أو "معبد"، مثل العبرية היכל (هيخال) والعربية "هيكل". وبالتالي، التكهن بأن الكلمة إي قد تكون نشأت من شيء مشابه لـ *hai أو *ˀai، خاصةً أن الرمز المسماري إي يُستخدم للإشارة إلى /a/ في الإبلائية.
المصطلح "تيمين" (𒋼) الذي يظهر بشكل متكرر بعد É في أسماء الزقورات يُترجم إلى "أوتاد الأساس"، ويبدو أنه يشير إلى الخطوة الأولى في عملية بناء المنزل. قارن، على سبيل المثال، الأبيات 551–561 من رواية بناء "إي-ننو".
تقارن مصطلح "تيمين" أحيانًا مع الكلمة اليونانية "تيمينوس" والتي تعني "المنطقة المقدسة"، لكن للكلمة الأخيرة أصولًا راسخة في اللغات الهندو-أوروبية (من الجذر *temə- الذي يعني "يقطع").
في "إي-تيمين-آن-كي"، "معبد أوتاد أساس السماء والأرض"، يُفترض أن يشير مصطلح "تيمين" إلى محور الكون (axis mundi) الذي يربط الأرض بالسماء، مما يعزز الصلة مع برج بابل. ولكن المصطلح يظهر مرة أخرى في عدة أسماء معابد أخرى، مشيرًا إلى استقرارها الجسدي، إضافة إلى أو بدلًا من كونه محورًا أسطوريًا للعالم. يمكن مقارنة هذا المفهوم بفكرة "جد" المصرية، التي ترمز إلى الاستقرار والاستمرارية.

## قائمة المعابد المحددة
- إي-أب-لو-أ (E-ab-lu-a) - 𒂍𒀖𒇻𒀀، (بيت مع الماشية المتكاثرة) معبد لسوين في أوروم.
- إي-أب-شاغ-ألا (E-ab-šag-a-la) - 𒂍𒀊𒊮𒀀𒇲، (بيت يمتد فوق وسط البحر) معبد لنينماركي في جُعبا.
- إي-أبزو (E-abzu) - 𒂍𒍪𒀊، "معبد الآبزو" (أيضًا إي-إنغورا "بيت المياه السفلية") معبد لإنكي في إريدو.
- إي-أد-دا (E-ad-da) - 𒂍𒀜𒁕، معبد لإنليل.
- إي-أكيل (E-akkil) - 𒂍𒃰𒋺𒋛، (بيت الحزن) معبد لنينشوبور في أكيل.\
- إي-أم-كور-كوررا (E-am-kur-kurra) - 𒂍𒆳، "معبد سيد الأراضي" لبيل في أشور.
- إي-داما-غشتين (E-dama-geštin) - "أم النبيذ".
- إي-أما-لاما (E-ama-lamma).
- إي-دا-مال (E-da-mal) - معبد في بابل.
- إي-أماش-أزاغ (E-amaš-azag) - "معبد القطيع اللامع" في دور إيلو.
- إي-أنا (E-ana) - (بيت السماء) معبد لإنانا في أورك.
- إي-أن-دا-دي-أ (E-an-da-di-a) - الزقورة في أكاد.
- إي-أن-كي (E-an-ki) - "معبد السماء والأرض".
- إي-أ-نُن (E-a-nun) - معبد لوغال-غيرا.
- إي-أن-زا-كار (E-an-za-kar) - "معبد العمود".
- إي-أ-را-لي (E-a-ra-li) - "معبد العالم السفلي".
- إي-أ-را-زو-غيشتوغ (E-a-ra-zu-giš-tug) - "معبد سماع الصلوات".
- إي-داس-دماخ (E-das-dmaḫ) - "معبد الإله الأعلى".
- إي-داس-را-تم (E-das-ra-tum) - معبد للإلهة أشرتوم.
- إي-بابار (E-babbar) - (البيت اللامع) معبد لأوتو في لارسا.
- إي-بارا-إيجي-إدي (E-bara-igi-e-di) - "معبد العجائب"، الزقورة لدوموزي في أكاد.
- إي-باجارا (E-bagara).
- إي-دبّو (E-dbau) - معبد للإلهة باو في لاجاش.
- إي-بيلت-ماتي (E-belit-mati) - "معبد أم العالم".
- إي-بور-سيغسيغ (E-bur-sigsig) - (بيت مع الأوعية الجميلة) معبد لشرا في أومّا.
- إي-دبّور-دسين (E-dbur-dsin) - معبد للملك المؤله بور-سين في أور.
- إي-دام (E-dam) - بُنيت بواسطة أور-نانشي في لاجاش.
- إي-دارا-أن-نا (E-dara-an-na) - "معبد ظلام السماء".
- إي-دي-كود-كالامّا (E-di-kud-kalam-ma) - "معبد قاضي العالم".
- إي-ديلمو (E-Dilmuna) - "معبد دلمون" في أور.
- إي-ديم-آن-نا (E-dim-an-na) - "معبد عقد السماء"، بُنيت بواسطة نبوخذ نصر لسِن.
- إي-ديم-غال-أبزو (E-dim-gal-abzu) في لاجاش.
- إي-ديم-غال-كلاما (E-dim-gal-kalama) - (بيت الذي هو القطب العظيم للأرض) معبد لإشتاران في دير.
- إي-دو-أزاغا (E-du-azaga) - "معبد الضريح اللامع"، لماردوك.
- إي-دو-كوج (E-du-kug) - (بيت الكومة الشاهقة) في إريدو، نيبور.
- إي-دوب (E-dub) - (بيت التخزين) معبد لزابا في كيش (سومر).
- إي-دوبّا (E-dubba) - مدارس الكتابة.
- إي-دوغا (E-duga).
- إي-دومي-زي-أبزو (E-dumi-zi-abzu) - لدوموزي-أبزو، دُمّرت في زمن أوروكاجينا.
- إي-دّون-غي (E-ddun-gi) - معبد للملك المؤله دنجي.
- إي-دور-غي-نا (E-dur-gi-na) - "معبد الإقامة الدائمة"، بُنيت بواسطة نبوخذ نصر.
- إي-دي-أ (E-de-a) - ضريح لإيا (إنكي) في خورساباد بُنيت بواسطة سرجون.
- إي-إنغورا (E-engura) - (بيت المياه السفلية، أيضًا "إي-أبزو") معبد لإنكي في إريدو.
- إي-إيشدام-كوج (E-ešdam-kug) في جيرسو.
- إي-غي-دا (E-gida) - (البيت الطويل) معبد لنينازو في إنيغير.
- إي-غود-دو-شار (E-gud-du-shar) - (بيت مع العديد من الثيران المثالية) معبد لنينغوبلاگا في كي-أبريغ.
- إي-غا-دو-دا (E-ĝa-duda) - (بيت، غرفة التل) معبد لشو-زي-أنة في نغّا-غي-ماح.
- إي-غا-گي-ش-شوا (E-ĝa-ĝiš-šua).
- إي-غالا-سود (E-ĝalga-sud) - (بيت الذي ينشر المشورة بعيدًا) معبد لباو (الإلهة) في إيري-كوج.
- إي-غيش-توج-نيسابا (E-ĝeštug-Nisaba) - (بيت حكمة نيسابا) في أور.
- إي-گي-بار (E-ĝipar) في أورك.
- إي-گيس-كَش-دا-كلاما (E-ġiškešda-kalama) - (البيت الذي هو رباط الأرض) معبد لنيرغال في كوثا.
- إي-حمون (E-ḫamun) - (بيت التناغم).
- إي-خورساڭ (E-ḫursaĝ) - (بيت الذي هو تل) لشولجي في أور.
- إي-خوش (E-ḫuš).
- إي-إي-بي-آنو (E-ibe-Anu) - معبد لأوراش في ديلبات.
- إي-إي-گي-كلاما (E-igi-kalama) - (بيت الذي هو عين الأرض) لملوك مارا/نينورتا في ماراد.
- إي-إي-گي-شو-غلا (E-igi-šu-galam).
- إي-إي-زي (E-igi-zi(d)-bar-ra) - معبد لنينغرسو، بُنيت بواسطة إنتيمينّا.
- إي-إي-غيزو-أورو (E-igizu-uru) - (بيت، وجهك عظيم) معبد لنينشوبور في أكيل.
- إي-إي-ري-كوج (E-Iri-kug).
- إي-إي-تي-دا-بورو (E-itida-buru).
- إي-كيش-نو-غال (E-kiš-nu-ĝal) - (بيت ينشر النور إلى الأرض (؟)) معبد لننا في أور.
- إي-كوج-نونا (E-kug-nuna) - معبد لإنانا في أورك.
- إي-كور (E-kur) - "معبد الجبل" لإنليل في نيبور.
- إي-كونين-أزاغ (E-ku-nin-azag) - "معبد الإلهة اللامعة" في جيرسو.
- إي-ماخ (E-maḫ) - (البيت العظيم) معبد لشرا في أومّا.
- إي-ماخ (E-maḫ) - (البيت العظيم) لمينهورسنجا في أداب.
- إي-مي-أور-أنة (E-me-ur-ana) - (بيت الذي يجمع

## ملحوظات
1. ↑  For a better image
2. ↑  Budge, E. A. Wallis (Ernst Alfred Wallis) (1922). A guide to the Babylonian and Assyrian antiquities. British Museum. p. 22.
3. ↑  The word is phonologically simply /e/; the acute accent is an assyriological convention specifying the corresponding cuneiform sign.
4. ↑  Aage Westenholz, Old Sumerian and old Akkadian texts in Philadelphia, Volume 3 of Carsten Niebuhr Institute Publications, Volume 1 of Bibliotheca Mesopotamica, Museum Tusculanum Press, 1987, (ردمك 978-87-7289-008-1),p.  نسخة محفوظة 2023-10-09 على موقع واي باك مشين.
5. ↑  The New Brown-Driver-Briggs-Gesenius Hebrew-English Lexicon by Francis Brown et al. ((ردمك 0-913573-20-5)), p. 228
6. ↑  "Appendix I - Indo-European Roots". مؤرشف من الأصل في 2024-09-25.